# Fotomoltiplicatore
Un tubo fotomoltiplicatore è un rivelatore elettronico di luce estremamente sensibile nell'ultravioletto, in luce visibile e nel vicino infrarosso. Il dispositivo è talmente sensibile da potere rilevare un singolo fotone.

## Funzionamento

Schema di un fotomoltiplicatore lineare abbinato ad uno scintillatore.

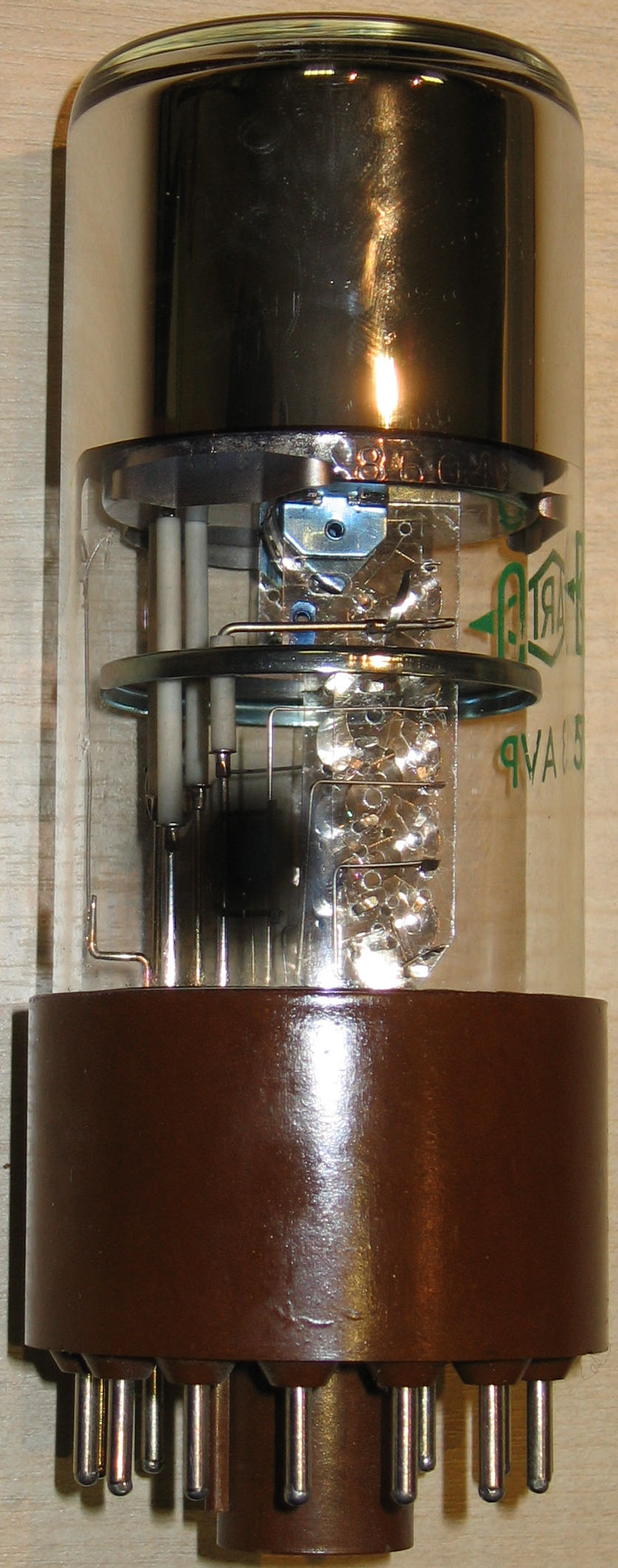
Tubo fotomoltiplicatore

Costituito da un tubo in vetro al cui interno è stato praticato il vuoto, in cui è presente un anodo e diversi elettrodi che costituiscono i dinodi, il funzionamento del fotomoltiplicatore si basa principalmente su due effetti: l'effetto fotoelettrico e l'emissione secondaria (cioè l'elettromoltiplicazione). 
I fotoni colpiscono attraverso una finestra di ingresso una superficie chiamata fotocatodo, ricoperta di uno strato di materiale che favorisce l'effetto fotoelettrico.
A causa di questo effetto vengono emessi degli elettroni, chiamati fotoelettroni che sono focalizzati da un elettrodo verso lo stadio di moltiplicazione.
Questo stadio è costituito da una serie di elettrodi, i dinodi, ciascuno caricato ad un potenziale superiore al precedente.
Il primo elettrone emesso per effetto fotoelettrico subisce una accelerazione a causa del campo elettrico e acquisisce energia cinetica. Quando l'elettrone colpisce l'elettrodo corrispondente al primo dinodo provoca l'emissione secondaria di diversi elettroni di minore energia. La struttura del sistema è progettata in modo che ciascun elettrone emesso da un elettrodo venga accelerato e provochi l'emissione di diversi elettroni dall'elettrodo successivo. Si ha così un fenomeno a cascata per cui un singolo fotone che colpisce il tubo provoca il passaggio di moltissimi elettroni. Il guadagno G, cioè il numero totale di elettroni prodotti per fotone incidente in un fotomoltiplicatore a n dinodi è:
{\displaystyle G=f^{n}}
dove f è il fattore di emissione di elettroni secondari di ogni dinodo.
Al termine della sequenza di elettrodi gli elettroni colpiscono un anodo, ed un rapido impulso elettrico indica il rilevamento del fotone.
I fotomoltiplicatori devono essere schermati magneticamente, in quanto un campo magnetico esterno (anche quello terrestre) può deviare il percorso degli elettroni al suo interno. Solitamente la schermatura è costituita da uno strato di Mu-metal.

## Applicazioni
L'amplificazione del dispositivo raggiunge un fattore di 109, il che significa che un impulso misurabile è prodotto dai singoli fotoni. L'alto guadagno, il basso rumore intrinseco, l'estrema prontezza, l'elevata risposta in frequenza e l'ampia superficie sensibile fanno sì che questo dispositivo sia largamente usato in fisica delle particelle associato a scintillatori, in astronomia (dove, grazie alla loro rapidità di risposta sono utilizzati ad esempio per le occultazioni) e in medicina nella diagnostica per immagini. Il tubo fotomoltiplicatore trova la sua evoluzione a semiconduttore nel SiPM.